# Niko, més enllà de l'aurora boreal
Niko, més enllà de l'aurora boreal (títol original, Niko ja myrskyporojen arvoitus) és una pel·lícula d'animació finlandesa que es va estrenar als cinemes l'11 d'octubre de 2024. La pel·lícula és una seqüela independent de les aventures anteriors sobre el ren Niko: Nico, el ren que somiava volar (2008) i Nico 2: Germà petit, problema gran (2012). Va ser dirigida per Kari Juusonen i Jørgen Lerdam, i escrita per Kari Juusonen, Hannu Tuomainen i Marteinn Thorisson. S'ha doblat al català.
El film és una coproducció internacional de quatre països, en la qual l'empresa finesa Animaker és la principal productora i Ulysses Films (Alemanya), Moetion Films (Irlanda) i A. Film Production (Dinamarca) hi participen com a coproductores. El pressupost de la pel·lícula és de 7,2 milions d'euros.

## Sinopsi
El Niko és un jove ren volador i el seu somni més gran és convertir-se en membre de l’esquadró aeri del Pare Noel. Però quan sembla que està a punt d’aconseguir-ho, perd el trineu. I, mentre malda per recuperar-lo, haurà d’aprendre moltes coses sobre l'amistat i sobre la fidelitat a un mateix.

## Repartiment de veus[4]
| Intèrpret                             | Paper  |
| ------------------------------------- | ------ |
| Pauli Halonen                         | Niko   |
| Viola Käki                            | Stella |
| Hannu-Pekka Björkman                  | Julius |
| Vuokko Hovatta                        | Wilma  |
| Petteri Summanen Riku Leskinen (jove) | Raavas |